# 玛迪辛·考克斯
玛迪辛·考克斯（英語：Madisyn Cox，1995年5月30日—），美国女子游泳运动员，主攻混合泳，2017年世界游泳锦标赛女子4×200米自由泳接力金牌得主和女子200米个人混合泳铜牌得主。